# Сибирячка (моторная лодка)

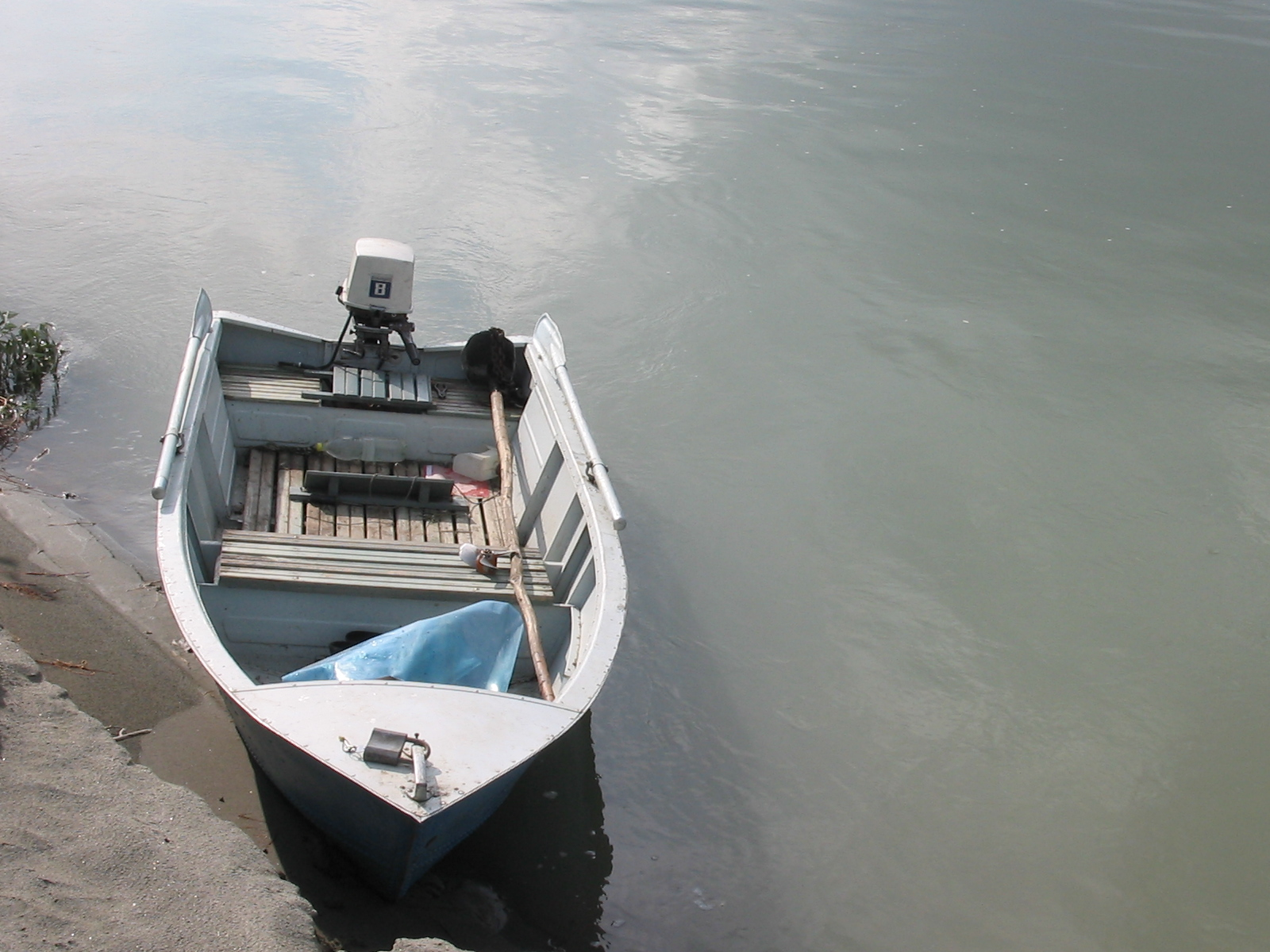
Моторная лодка «Сибирячка»

«Сибиря́чка» — марка лёгкой моторной лодки (до 1999 года, маркируемой заводом как гребно-моторная), выпускаемой Новосибирским авиационно-промышленным объединением им. Чкалова (НАПО) с 1989 года по настоящее время.

## История создания
В середине 80-х годов, когда по причине роста цен на бензин, эксплуатация крупных моторных лодок для многих их владельцев стала накладной, возникла потребность в легкой разъездной лодке, способной выходить в режим глиссирования под мотором, мощностью 8 л.с. Новосибирский авиационный завод (в настоящее время НАПО) в 1986 году представил опытный образец легкой дюралюминиевой лодки, под условным названием «Универсал», которая предназначалась в первую очередь для рыбаков, охотников, сельских жителей.
В 1989 году был освоен выпуск этой лодки под маркой «Сибирячка».

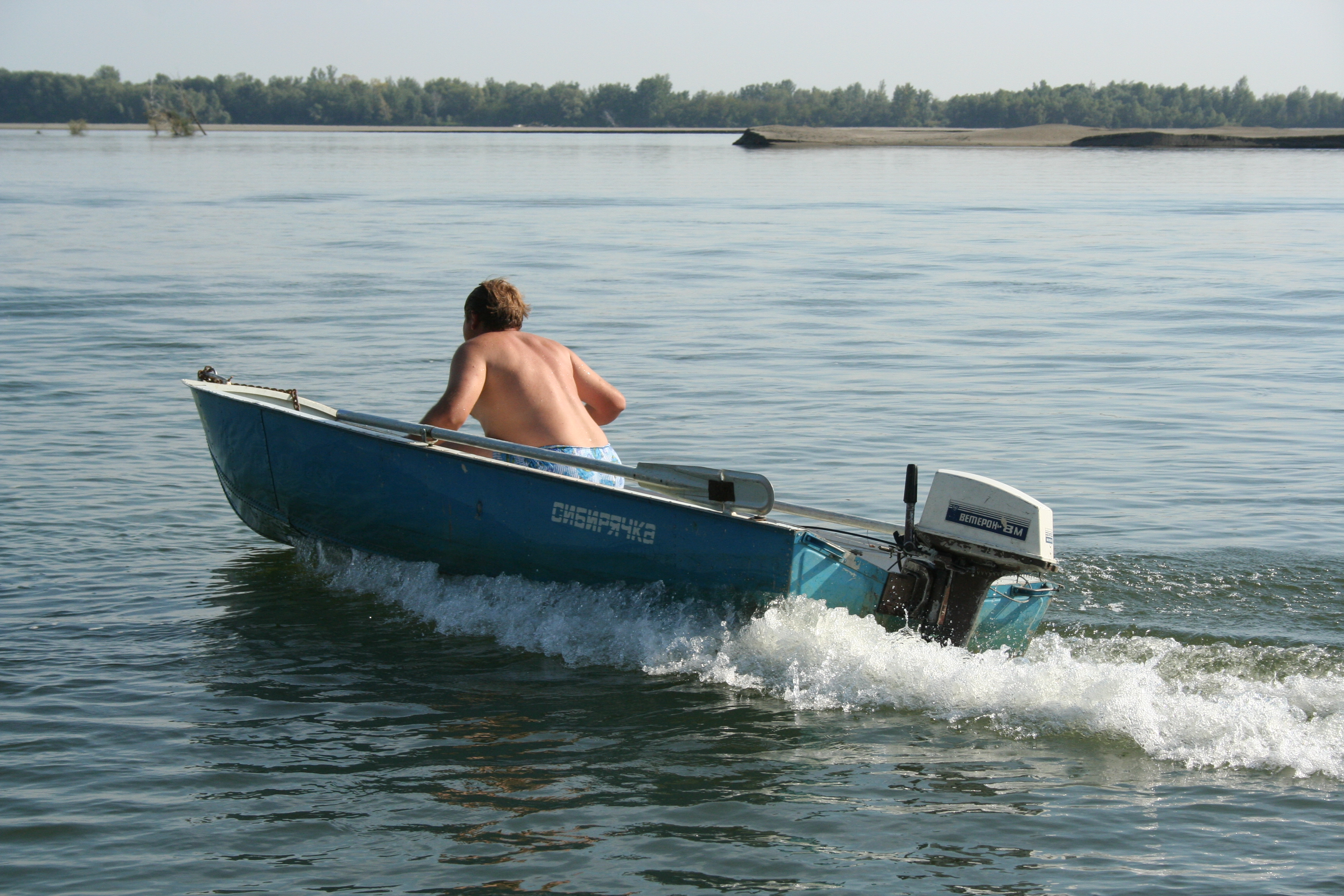
Лодка «Сибирячка» уверенно глиссирует при мощности мотора 8 л.с.

## Технические характеристики
| Параметр                                                     | Значение |
| ------------------------------------------------------------ | -------- |
| Длина, м                                                     | 4,3      |
| Ширина, м                                                    | 1,3      |
| Высота борта на миделе, м                                    | 0,5      |
| Высота борта на транце, м                                    | 0,38     |
| Максимальная мощность подвесного двигателя, паспортная, л.с. | 8        |
| Максимальная высота волны, м                                 | 0,35     |
| Грузоподъемность, кг                                         | 300      |
| Масса лодки, кг                                              | 70       |

## Эксплуатационные особенности
Лодка «Сибирячка» является беспалубной, трехместной. Предназначена для эксплуатации на реках и озёрах при удалении от берега не более 500 м. Лодка оборудована блоками аварийной плавучести.
Достоинства:
- Небольшой вес, возможность транспортировки на багажнике легкового автомобиля;
- Высокое гидродинамическое качество;

Недостатки:
- Затрудненный выход на глиссирование пустой лодки при задней центровке (когда водитель сидит сзади, рядом с подвесным мотором).
- Из-за неудачной конструкции шпангоутов, со временем на днище могут появиться трещины.